# Kayokwe (kommun)
Kayokwe är en kommun i Burundi. Den ligger i provinsen Mwaro, i den centrala delen av landet, 40 kilometer öster om Burundis största stad Bujumbura.